# AJPW World Tag Team Championship
L'AJPW World Tag Team Championship est un championnat de catch (lutte professionnelle) de la All Japan Pro Wrestling (AJPW). Il est créé à la suite de l'unification du championnat du monde par équipe de la Pacific Wrestling Federation et le championnat international par équipe de la National Wrestling Alliance tous deux utilisé par l'AJPW.

## Historique
| #  | Noms                                                 | Règne | Date              | Durée              | Lieu                  | Notes |
| -- | ---------------------------------------------------- | ----- | ----------------- | ------------------ | --------------------- | --- |
| 1  | Jumbo Tsuruta et Yoshiaki Yatsu                      | 1     | 10 juin 1988      | 1 mois et 19 jours | Tokyo                 | Unifient le championnat de la Pacific Wrestling Federation avec le championnat international par équipe de la National Wrestling Alliance des Road Warriors (Road Warrior Hawk et Animal) |
| 2  | Stan Hansen et Terry Gordy                           | 1     | 29 juillet 1988   | 2 jours            | Takasaki              | [ 2 ] |
| 3  | Jumbo Tsuruta et Yoshiaki Yatsu                      | 2     | 31 juillet 1988   | 29 jours           | Hakodate              | [ 3 ] |
| 4  | Genichiro Tenryu et Ashura Hara                      | 1     | 29 août 1988      | 1 jour             | Tokyo                 | Règne le plus court. |
| 5  | Jumbo Tsuruta et Yoshiaki Yatsu                      | 3     | 30 août 1988      | 2 mois et 20 jours | Osaka                 | |
| -  | Vacant                                               | 1     | 19 novembre 1988  | 27 jours           | -                     | Vacant car la fédération souhaite couronner des nouveaux champion lors du tournoi Real World Tag League.                                                                                  |
| 6  | Stan Hansen et Terry Gordy                           | 2     | 16 décembre 1988  | 1 mois et 17 jours | Tokyo                 | Remportent le tournoi Real World Tag League. |
| 7  | Jumbo Tsuruta et Yoshiaki Yatsu                      | 4     | 2 février 1989    | 5 mois et 9 jours  | Kansas City, Missouri | |
| 8  | Stan Hansen et Genichiro Tenryu                      | 1     | 11 juillet 1989   | 11 jours           | Sapporo               | |
| 9  | Jumbo Tsuruta et Yoshiaki Yatsu                      | 5     | 22 juillet 1989   | 2 mois et 28 jours | Ishikawa              | |
| 10 | Stan Hansen et Genichiro Tenryu                      | 2     | 20 octobre 1989   | 1 mois et 9 jours  | Nagoya                | |
| -  | Vacant                                               | 2     | 29 novembre 1989  | 7 jours            | -                     | Vacant car la fédération souhaite couronner un nouveau championnat lors du tournoi Real World Tag League.                                                                                 |
| 11 | Stan Hansen et Genichiro Tenryu                      | 3     | 6 décembre 1989   | 3 mois             | Tokyo                 | Remportent le tournoi Real World Tag League. |
| 12 | Terry Gordy et Steve Williams                        | 1     | 6 mars 1990       | 4 mois et 13 jours | Tokyo                 | |
| 13 | Jumbo Tsuruta et Great Kabuki (en)                   | 1     | 19 juillet 1990   | 11 jours           | Tokyo                 | |
| -  | Vacant                                               | 3     | 30 juillet 1990   | 4 mois et 7 jours  | -                     | Great Kabuki quitte la All Japan Pro Wrestling pour la Super World Sports. |
| 14 | Terry Gordy et Steve Williams                        | 2     | 7 décembre 1990   | 4 mois et 11 jours | Tokyo                 | Remportent le tournoi Real World Tag League. |
| 15 | Stan Hansen et Dan Spivey                            | 1     | 18 avril 1991     | 2 mois et 18 jours | Tokyo                 | |
| 16 | Terry Gordy et Steve Williams                        | 3     | 6 juillet 1991    | 18 jours           | Yokosuka              | |
| 17 | Mitsuharu Misawa et Toshiaki Kawada                  | 1     | 24 juillet 1991   | 4 mois et 12 jours | Kanazawa              | |
| -  | Vacant                                               | 4     | 6 décembre 1991   | 0                  | Tokyo                 | Le titre est déclaré vacant au cours du tournoi Real World Tag League. |
| 18 | Terry Gordy et Steve Williams                        | 4     | 6 décembre 1991   | 2 mois et 27 jours | Tokyo                 | Remportent le tournoi Real World Tag League. |
| 19 | Jumbo Tsuruta et Akira Taue                          | 1     | 4 mars 1992       | 8 mois et 9 jours  | Tokyo                 | |
| -  | Vacant                                               | 5     | 13 novembre 1992  | 21 jours           | -                     | Le titre est déclaré vacant au cours du tournoi Real World Tag League. |
| 20 | Mitsuharu Misawa et Toshiaki Kawada                  | 2     | 4 décembre 1992   | 1 mois et 26 jours | Chiba                 | Remportent le tournoi Real World Tag League. |
| 21 | Terry Gordy et Steve Williams                        | 4     | 30 janvier 1993   | 110 jours          | Sapporo               | |
| 22 | Toshiaki Kawada et Akira Taue                        | 1     | 20 mai 1993       | 106 jours          | Sapporo               | |
| 23 | Stan Hansen et Ted DiBiase                           | 1     | 3 septembre 1993  | 71 jours           | Tokyo                 | |
| -  | Vacant                                               | 6     | 13 novembre 1993  | 20 jours           | -                     | Le titre est déclaré vacant au cours du tournoi Real World Tag League. |
| 24 | Mitsuharu Misawa et Kenta Kobashi                    | 1     | 3 décembre 1993   | 351 jours          | Tokyo                 | Remportent le tournoi Real World Tag League. |
| -  | Vacant                                               | 6     | 19 novembre 1994  | 21 jours           | -                     | Le titre est déclaré vacant au cours du tournoi Real World Tag League. |
| 25 | Mitsuharu Misawa et Kenta Kobashi                    | 2     | 10 décembre 1994  | 181 jours          | Tokyo                 | Remportent le tournoi Real World Tag League. |
| 26 | Toshiaki Kawada et Akira Taue                        | 2     | 9 juin 1995       | 229 jours          | Tokyo                 | |
| 27 | Stan Hansen et Gary Albright                         | 1     | 24 janvier 1996   | 27 jours           | Matsumoto             | |
| 28 | Toshiaki Kawada et Akira Taue                        | 3     | 20 février 1996   | 93 jours           | Morioka               | |
| 29 | Mitsuharu Misawa et Jun Akiyama                      | 1     | 23 mai 1996       | 105 jours          | Sapporo               | |
| 30 | Steve Williams et Johnny Ace                         | 1     | 5 septembre 1996  | 134 jours          | Tokyo                 | |
| 31 | Toshiaki Kawada et Akira Taue                        | 4     | 17 janvier 1997   | 130 jours          | Matsumoto             | |
| 32 | Kenta Kobashi et Johnny Ace                          | 1     | 27 mai 1997       | 59 jours           | Sapporo               | |
| 33 | Steve Williams et Gary Albright                      | 1     | 25 juillet 1997   | 71 jours           | Tokyo                 | |
| 34 | Kenta Kobashi et Johnny Ace                          | 2     | 4 octobre 1997    | 113 jours          | Nagoya                | |
| 35 | Toshiaki Kawada et Akira Taue                        | 5     | 25 janvier 1998   | 347 jours          | Yokohama              | |
| 36 | Kenta Kobashi et Jun Akiyama                         | 1     | 7 janvier 1999    | 153 jours          | Kohchi                | |
| 37 | Johnny Ace et Bart Gunn                              | 1     | 9 juin 1999       | 44 jours           | Sendai                | |
| 38 | Takao Ohmori et Yoshihiro Takayama                   | 1     | 23 juillet 1999   | 33 jours           | Sendai                | |
| 39 | Mitsuharu Misawa et Yoshinari Ogawa                  | 1     | 25 août 1999      | 59 jours           | Hiroshima             | |
| 40 | Kenta Kobashi et Jun Akiyama                         | 2     | 23 octobre 1999   | 178 jours          | Nagoya                | |
| 41 | Vader et Steve Williams                              | 1     | 20 février 2000   | 58 jours           | Kobe                  | |
| -  | Vacant                                               | 7     | 18 avril 2000     | 52 jours           | -                     | En raison d'une blessure de Vader. |
| 42 | Toshiaki Kawada et Akira Taue                        | 6     | 9 juin 2000       | 6 jours            | Tokyo                 | Remportent un tournoi où ils battent Takao Ohmori et Yoshihiro Takayama en finale. |
| -  | Vacant                                               | 8     | juin 2000         | 213 jours          | -                     | Akira Taue quitte la fédération. |
| 43 | Taiyo Kea et Johnny Smith (en)                       | 1     | 14 janvier 2001   | 181 jours          | Tokyo                 | Battent Toshiaki Kawada et Masanobu Fuchi. |
| 44 | Genichiro Tenryu et Yoji Anjo                        | 1     | 14 juillet 2001   | 100 jours          | Tokyo                 | |
| 45 | Keiji Mutō et Taiyo Kea                              | 1     | 22 octobre 2001   | 268 jours          | Niigata               | |
| 46 | KroniK (Brian Adams et Bryan Clark)                  | 1     | 17 juillet 2002   | 85 jours           | Osaka                 | |
| -  | Vacant                                               | 8     | 10 octobre 2002   | 57 jours           | -                     | Brian Adams quitte la fédération pour commencer une carrière de boxeur. |
| 47 | Satoshi Kojima et Taiyo Kea                          | 1     | 6 décembre 2002   | 184 jours          | Tokyo                 | Remportent un tournoi de type Round robin comprenant huit équipes. |
| -  | Vacant                                               | 9     | 8 juin 2003       | 0                  | -                     | En raison de l'absence de Kea le titre n'a pas été défendu pendant six mois et la fédération le déclare vacant.                                                                           |
| 48 | Keiji Mutō et Arashi (en)                            | 1     | 8 juin 2003       | 224 jours          | Yokohama              | Remportent un tournoi. |
| 49 | Satoshi Kojima et Kaz Hayashi                        | 1     | 18 janvier 2004   | 146 jours          | Osaka                 | |
| 50 | Kendo Kashin et Yūji Nagata                          | 1     | 12 juin 2004      | 188 jours          | Nagoya                | |
| -  | Vacant                                               | 10    | 17 décembre 2004  | 30 jours           | -                     | Le titre n'a pas été défendu pendant six mois, la fédération le déclare vacant. |
| 51 | Taiyo Kea et Jamal                                   | 1     | 16 janvier 2005   | 323 jours          | Osaka                 | Battent Hiroshi Tanahashi et Yutaka Yoshie (en). |
| -  | Vacant                                               | 11    | 5 décembre 2005   | 439 jours          | -                     | Vacant quand Jamal quitte la fédération. |
| 52 | Taiyo Kea et Toshiaki Kawada                         | 1     | 17 février 2007   | 190 jours          | Tokyo                 | Battent Suwama et Ro'Z. |
| 53 | Satoshi Kojima et TARU (en)                          | 1     | 26 août 2007      | 130 jours          | Tokyo                 | |
| 54 | Keiji Mutō et Joe Doering                            | 1     | 3 janvier 2008    | 177 jours          | Tokyo                 | |
| 55 | Minoru Suzuki et Taiyo Kea                           | 1     | 28 juin 2008      | 554 jours          | Osaka                 | Ils établissent le record du plus long règne de ce titre. |
| 56 | Keiji Mutō et Masakatsu Funaki                       | 1     | 3 janvier 2010    | 65 jours           | Tokyo                 | |
| -  | Vacant                                               | 12    | 9 mars 2010       | 117 jours          | -                     | En raison de la blessure au genou de Mutō. |
| 57 | Taiyo Kea et Akebono                                 | 1     | 4 juillet 2010    | 217 jours          | Osaka                 | Battent Suwama et Ryota Hama. |
| 58 | Masayuki Kono et Joe Doering                         | 1     | 6 février 2011    | 117 jours          | Tokyo                 | |
| -  | Vacant                                               | 13    | 3 juin 2011       | 16 jours           | -                     | Kono est suspendu indéfiniment de la fédération. |
| 59 | Great Muta et KENSO                                  | 1     | 19 juin 2011      | 126 jours          | Tokyo                 | Battent Akebono et Ryota Hama. |
| 60 | Dark Ozz (en) et Dark Cuervo                         | 1     | 23 octobre 2011   | 149 jours          | Tokyo                 | |
| 61 | Takao Omori et Manabu Soya                           | 1     | 20 mars 2012      | 61 jours           | Tokyo                 | |
| 62 | Joe Doring et Seiya Sanada                           | 1     | 20 mai 2012       | 28 jours           | Fukuoka               | |
| 63 | Takao Omori et Manabu Soya                           | 2     | 17 juin 2012      | 135 jours          | Tokyo                 | |
| -  | Vacant                                               | 13    | 30 octobre 2012   | 31 jours           | -                     | Omori et Soya suggèrent de rendre leur titre et que les vainqueurs de la Real World Tag League deviennent les nouveaux champions.                                                         |
| 64 | Takao Omori et Manabu Soya                           | 3     | 30 novembre 2012  | 107 jours          | Tokyo                 | Battent Suwama et Joe Doering en finale de la Real World Tag League. |
| 65 | Jun Akiyama et Gō Shiozaki                           | 1     | 17 mars 2013      | 219 jours          | Tokyo                 | |
| 66 | Suwama et Joe Doering                                | 1     | 22 octobre 2013   | 249 jours          | Sanjō                 | |
| 67 | Jun Akiyama et Takao Ohmori                          | 1     | 28 juin 2014      | 117 jours          | Sapporo               | |
| -  | Vacant                                               | 14    | 23 octobre 2014   | 44 jours           | -                     | Le titre est déclaré vacant et remis en jeu au cours de la Real World Tag League. |
| 68 | Jun Akiyama et Takao Ohmori                          | 2     | 6 décembre 2014   | 106 jours          | Osaka                 | Battent Gō Shiozaki et Kento Miyahara en finale de la Real World Tag League. |
| 69 | Akebono et Yutaka Yoshie (en)                        | 1     | 22 mars 2015      | 45 jours           | Fukuoka               | Au cours de la cinquième journée des Dream Power Series 2015. |
| 70 | Gō Shiozaki et Kento Miyahara                        | 1     | 6 mai 2015        | 145 jours          | Tokyo                 | Au premier jour des Super Power Series. |
| -  | Vacant                                               | 15    | 28 septembre 2015 | 86 jours           | -                     | Shiozaki rend son titre quelques jours avant de quitter la fédération. |
| 71 | Bodyguard (ja) et ZEUS                               | 1     | 23 décembre 2015  | 175 jours          | Osaka                 | Battent Jun Akiyama et Takao Ohmori. |
| 72 | Daisuke Sekimoto et Yuji Okabayashi                  | 1     | 15 juin 2016      | 165 jours          | Tokyo                 | [ 8 ] |
| 73 | Bodyguard (ja) et ZEUS                               | 2     | 27 novembre 2016  | 175 jours          | Tokyo                 | [ 9 ] |
| 74 | KAI et Kengo Mashimo                                 | 1     | 21 mai 2017       | 21 jours           | Tokyo                 | [ 10 ] |
| 75 | Bodyguard (ja) et ZEUS                               | 3     | 11 juin 2017      | 36 jours           | Tokyo                 | [ 11 ] |
| 76 | Jake Lee et Naoya Nomura                             | 1     | 17 juillet 2017   | 15 jours           | Tokyo                 | [ 12 ] |
| -  | Vacant                                               | 16    | 1er août 2017     | 26 jours           | -                     | Rendu vacant après que Lee se blesse au genou. |
| 77 | Daisuke Sekimoto et Yuji Okabayashi                  | 2     | 27 août 2017      | 50 jours           | Tokyo                 | En battant Kai et Naoya Nomura pour les titres vacants. |
| -  | Vacant                                               | 17    | 17 octobre 2017   | 4 jours            | -                     | Rendu vacant après qu'Okabayashi se blesse à l'épaule. |
| 78 | Jun Akiyama et Takao Omori                           | 3     | 21 octobre 2017   | 74 jours           | Yokohama              | En battant Daisuke Sekimoto et Ryuji Ito pour les titres vacants. |
| 79 | Shuji Ishikawa et Suwama                             | 1     | 3 janvier 2018    | 31 jours           | Tokyo                 | [ 16 ] |
| 80 | Kento Miyahara et Yoshitatsu                         | 1     | 3 février 2018    | 22 jours           | Yokohama              | [ 17 ] |
| 81 | Bodyguard (ja) et ZEUS                               | 4     | 25 février 2018   | 28 jours           | Osaka                 | [ 18 ] |
| 82 | Dylan James et Ryoji Sai                             | 1     | 25 mars 2018      | 97 jours           | Saitama               | [ 19 ] |
| 83 | Shuji Ishikawa et Suwama                             | 2     | 30 juin 2018      | 197 jours          | Sapporo               | [ 20 ] |
| 84 | Daisuke Sekimoto et Yuji Okabayashi                  | 3     | 13 janvier 2019   | 65 jours           | Tokyo                 | [ 21 ] |
| 85 | Shuji Ishikawa et Suwama                             | 3     | 19 mars 2019      | 168 jours          | Tokyo                 | [ 22 ] |
| 86 | Ryoji Sai et ZEUS                                    | 1     | 3 septembre 2019  | 121 jours          | Tokyo                 | [ 23 ] |
| 87 | Shuji Ishikawa et Suwama                             | 4     | 2 janvier 2020    | 366 jours          | Tokyo                 | [ 24 ] |
| 88 | Kento Miyahara et Yuma Aoyagi                        | 1     | 2 janvier 2021    | 248 jours          | Tokyo                 | [ 25 ] |
| 89 | Shotaro Ashino et Suwama                             | 1     | 7 septembre 2021  | 249 jours          | Tokyo                 | [ 26 ] |
| 90 | Kohei Sato et Shuji Ishikawa                         | 1     | 14 mai 2022       | 36 jours           | Sapporo               | [ 27 ] |
| 91 | Ryuki Honda (en) et Shotaro Ashino                   | 1     | 16 juin 2022      | 129 jours          | Tokyo                 | [ 28 ] |
| 92 | KONO et Suwama                                       | 1     | 23 octobre 2022   | 71 jours           | Osaka                 | [ 29 ] |
| 93 | Kento Miyahara et Takuya Nomura (en)                 | 1     | 2 janvier 2023    | 20 jours           | Tokyo                 | [ 30 ] |
| 94 | Naoya Nomura et Yuma Aoyagi                          | 1     | 22 janvier 2023   | 58 jours           | Tokyo                 | [ 31 ] |
| 95 | Kenoh et Manabu Soya                                 | 1     | 21 mars 2023      | 86 jours           | Tokyo                 | [ 32 ] |
| 96 | Kento Miyahara et Yuma Aoyagi                        | 1     | 15 juin 2023      | 116 jours          | Tokyo                 | [ 33 ] |
| 97 | Saito Brothers (en)(Jun Saito (ja) et Rei Saito (ja) | 1     | 9 octobre 2023    | 522 jours+         | Kakuda                | [ 34 ] |